# Heinrich Friedrich von Platen
Heinrich Friedrich von Platen (* 8. November 1728 in Magdeburg; † 19. Oktober 1783) war Erb- und Gerichtsherr auf Rackith und Friedeburg sowie Domherr in Magdeburg.

## Leben und Wirken
Er stammt aus dem märkischen Adelsgeschlecht von Platen und war der Sohn des königlich-preußischen Geheimen und Regierungsrats sowie Domherren zu Magdeburg, Claus Ernst von Platen (1693–1733). Sophia Louise Ernestine von Platen (1733–1799), spätere Ehefrau des Staatsmanns Johann Ernst von Alvensleben, war seine Schwester.
Zum Zeitpunkt als sein Vater starb, war er noch unmündig. Die 1734 erschienene Leichenpredigt für seinen Vater enthielt auch die Schmertzliche Klage, Welche Bey dem Grabe Des Hochwürdigen und Hochwohlgebohrnen Herrn, Herrn Claus Ernst von Platen, Sr. Königl. Majest. in Preussen hochbestallten Geheimden- und Regierungs-Raths im Hertzogthum Magdeburg ... Erbherr auf Dömmertin ... Als Seines Hochgeliebten Herrn Vaters, über Dero frühzeitiges Absterben wehmüthig geführet wurde von Deroselben gehorsamsten Sohn Heinrich Friedrich von Platen.
Als kurz darauf auch sein Großvater 1735 starb, erschien unter seinem Namen die Schmertzliche Klage über den betrübten doch seligen Abschied Des ... Herrn Heinrichs von Platen, Sr. Königl. Majestät in Preussen Geheimden-Raths, des Hohen Stiffts zu Magdeburg Decani ... Erb-Herrns auf Dömmertin ... Seines ... Groß-Papa, Als Derselbe am 18. Decembr. des 1734. Jahres ... entschlaffen, Und darauf den 29. Martii 1735. in der Magdeburgischen Ho-hen-Stiffts-Kirchen beygesetzet wurde.
Heinrich Friedrich von Platen  wurde unter Vormundschaft des Halberstädter Domkapitulars Christian Wilhelm von Münchhausen auf Möckern und Kloster Marienthal gestellt. Dieser erwarb für ihn am 28. September 1735 von Raban Heinrich von Witzleben das Rittergut Rackith zum Preis von 54.000 Talern, mit dem Platen nach Erreichen des 21. Lebensjahres 1749 in Dresden belehnt wurde. Fortan lebte Platen mit seiner Mutter auf diesem Rittergut, das er zu einem bedeutenden Wirtschaftsfaktor der Region ausbaute. Wenig später wurde er zum Domherrn am Magdeburger Dom ernannt.
1756 widmete ihm Samuel Lenz seine Schrift Diplomatische Stifts- und Landes-Historie von Magdeburg.
Sein Schwiegervater war Graf von Wartensleben, dessen Nachlass 1764 teilweise an ihn und seine Frau fiel.
Am 29. März 1766 verkaufte er an den Kammerherrn Anton von Leubnitz († 1798 in Wittenberg). Daneben hatte er auch das Gut Friedeburg besessen.